# Rik Daems

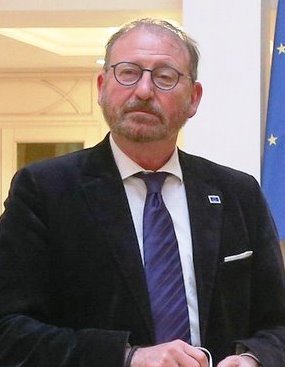
Rik Daems, 2021

Hendrik Jules Joseph (Rik) Daems (* 18. August 1959 in Aarschot) ist ein flämischer Politiker, Kunstmaler und Weinhändler. Zurzeit ist er Mitglied der Belgischen Abgeordnetenkammer für die liberale Open VLD. Seit Januar 2020 ist er Präsident der Parlamentarischen Versammlung des Europarates.

## Leben
Rik Daems ist der Sohn von Jos Daems, der für die Partij voor Vrijheid en Vooruitgang (PVV) im Senat saß und Staatssekretär war. Nach dem Abitur 1977 mit den Schwerpunkten Latein und Mathematik am Königlichen Athenäum Keerbergen studierte er Wirtschaftsingenieurwesen an der Solvay-Handelshochschule in Brüssel. Anschließend leistete er zwei Jahre einen Wehrersatzdienst am Zentralamerikanischen Institut für Öffentliche Verwaltung in Costa Rica ab.
1980 wurde er Geschäftsführer der Weinhandlung Daems & Söhne. Über sein Kunstunternehmen Art & Consult International verkauft er seine abstrakten Gemälde im Stile Jackson Pollocks.

## Politik
Von 1989 bis 1994 war Daems Nachfolger seines Vaters als Bürgermeister der Stadt Aarschot.
1987 wurde er erstmals in die Abgeordnetenkammer gewählt; im selben Jahr wurde er stellvertretender Vorsitzender der VLD.
Vor den Wahlen 1999 zog Daems nach Heverlee um. In der Abgeordnetenkammer hatte er sich als hartnäckiger Haushaltsexperte hervorgetan. Als Guy Verhofstadt nach zwölf Jahren Opposition Premierminister wurde, bat er Rik Daems das Amt des Haushaltsministers an. Daems zog jedoch den Posten des Ministers für Telekommunikation, Staatsbetriebe und Beteiligungen vor. 2001 kam die Zuständigkeit für den Mittelstand hinzu. In seine Amtszeit fiel der Konkurs der staatlichen Fluggesellschaft Sabena; Daems wurde vorgeworfen, nicht genug getan zu haben, um den Zusammenbruch des Unternehmens zu vermeiden.
Auch beim Verkauf von UMTS-Lizenzen war seine Amtsführung öffentlicher Kritik ausgesetzt. Während die Lizenzen überall in Europa viel Geld in die Staatskassen gespült hatten, blieb der Erlös in Belgien hinter den Erwartungen zurück.
Nach der Wahl 2003 verlor Daems sein Ministeramt. Er wurde Vorsitzender der VLD-Fraktion in der Abgeordnetenkammer und Mitglied des Stadtrates von Löwen.
Mitte Oktober 2007 wurde berichtet, Daems erwäge einen Parteiwechsel zur Lijst Dedecker. Nach eigenen Angaben wolle er darüber "nach gründlicher Prüfung und Beratung" entscheiden. Nachdem seine Parteikollegin Patricia Ceysens als Nachfolgerin von Fientje Moerman flämische Wirtschaftsministerin geworden war, waren seine Chancen auf ein Ministeramt in der zu bildenden Bundesregierung geschwunden. Die Open VLD wies das Übertrittsgerücht einen Tag später zurück.
Im Januar 2020 wurde er als Nachfolger von Liliane Maury Pasquier zum Präsidenten der Parlamentarischen Versammlung des Europarates gewählt.

## Privatleben
Seine erste Frau lernte Daems an der Vrije Universiteit Brussel kennen. Seine zweite Frau, An Knapen, mit der er eine Tochter hat, verließ er nach zwölf Jahren Ehe. 
Am 10. Januar 2006 ließ Daems sein Amt als VLD-Fraktionsvorsitzender ruhen. Daems hatte zunächst in einem Exklusivinterview mit der Zeitschrift Dag Allemaal angekündigt, sich von seiner zweiten Frau scheiden lassen zu wollen. Später deckte die Zeitung Le Soir auf, dass er eine Liebesbeziehung mit der PS-Abgeordneten Sophie Pécriaux angefangen hatte. Ihre gemeinsame Tochter Sasha wurde am 25. Juni 2006 geboren.
Später reichte Daems hierzu eine Beschwerde beim Belgischen Presserat ein. Diese wurde jedoch für unbegründet befunden, da es keine Anzeichen dafür gebe, dass Dag Allemaal Daems unter Druck gesetzt hätte, um ein Interview über sein Privatleben zu erhalten.